# Siri
Siri es un asistente virtual en exclusividad para iOS, macOS, tvOS y watchOS. Esta aplicación utiliza procesamiento del lenguaje natural para responder preguntas, hacer recomendaciones y realizar acciones mediante la delegación de solicitudes hacia un conjunto de servicios web que ha ido aumentando con el tiempo. Esta aplicación para iOS es el primer producto lanzado al público de SRI venture group, un grupo de desarrollo de software enfocado en aplicaciones de inteligencia virtual (no confundir con inteligencia artificial). Siri fue adquirida por Apple Inc. el 28 de abril de 2010.
En un principio, Siri tendría que haber estado disponible para Blackberry y Android, pero todos los esfuerzos comerciales fueron cancelados después de su adquisición por parte de Apple. 
Entre las cualidades destacadas por la campaña de mercadeo de la aplicación, se afirma que Siri es capaz de adaptarse con el paso del tiempo a las preferencias individuales de cada usuario, personalizando las búsquedas web y la realización de algunas tareas tales como reservar mesa en un restaurante o pedir un taxi.
Siri también puede hacer cosas más allá del trabajo, por ejemplo puede cantar un rap, contar una historia, predecir el clima de tu ciudad, escribir mensajes de WhatsApp etc.
Sus competidores son Asistente de Google, Amazon Alexa y Samsung Bixby.
Apple lanzó en septiembre de 2024 la nueva versión de Siri en iOS 18 , con su novedosa inteligencia artificial llamada Apple inteligence, la cual solo estará disponible por el momento en Los Estados Unidos de America.

## Creación
Siri fue creada en diciembre de 2007 por Dag Kittlaus (CEO), Adam Cheyer (VP Engineering) y Tom Gruber (CTO/VP Design) junto a Norman Winarsky del grupo SRI venture group. El 13 de octubre de 2008 se anunció que Siri había recogido 8,5 millones de dólares de financiación en capitales de riesgo tan solo en la primera ronda de financiación, llevada a cabo por Menlo Ventures y Morgenthaler Ventures. En noviembre de 2009, Siri recaudó 15,5 millones de dólares de una ronda de financiación de Serie B, contando con los mismos inversores que la anterior, pero dirigida por el multimillonario de Hong Kong Li Ka-shing.

## Relanzamiento
El 4 de octubre de 2011 se anunció que Siri se incluiría con el iPhone 4S. La nueva versión de Siri está muy integrada en iOS, y ofrece interacción conversacional con otras aplicaciones, tales como los recordatorios, consulta con el estado del tiempo, la bolsa, el servicio de mensajería, el correo electrónico, calendario, contactos, notas, música, reloj, navegador web, Wolfram Alpha y los mapas. Siri tiene soporte de idiomas para el inglés (de Estados Unidos, Reino Unido y Australia), alemán, francés y desde la actualización al iOS 5.1 para el japonés, además de español, italiano, chino y coreano. Ofrece además compatibilidad con el iPad (3.ª generación), posee soporte para restaurantes, deportes, mapas y compatibilidad con coches por medio de Bluetooth, todo ello con iOS 6, que fue presentado al público el 19 de septiembre de 2012.
El 20 de septiembre de 2016 fue lanzado el sistema operativo macOS Sierra, con el que Siri pasó de estar sólo en los dispositivos móviles a estar disponible en las demás plataformas de Apple.

## Investigación y desarrollo de Siri
Siri es un producto surgido del Centro de Inteligencia Artificial de SRI International, nacido como una rama del proyecto CALO, un proyecto financiado por DARPA, descrito como "el mayor proyecto de inteligencia artificial creado a la fecha".
Las áreas técnicas en las que hace foco primario el proyecto Siri son: Interfaz Conversacional, Reconocimiento de Contexto Personal, y Delegación de Servicios.
Las acciones y respuestas que es capaz de proveer Siri descansan en un creciente ecosistema de proyectos acompañantes entre los que se incluyen:
- OpenTable, Gayot, CitySearch, BooRah, Yelp, Yahoo, ReserveTravel, Localeze tanto para preguntas sobre restaurantes, negocios y acciones;
- Eventful, StubHub, y LiveKick para información sobre eventos y conciertos;
- MovieTickets, RottenTomatoes, New York Times para la búsqueda de información sobre películas y reseñas;
- True Knowledge,[11] Bing Answers, y Wolfram Alpha para las respuestas acerca de información sobre hechos y lugares;[12]
- Bing y Google para las búsquedas web.

## Cómo empezar a usar Siri y el tipo de ayuda que ofrece
Para empezar a usar Siri se debe mantener pulsado el botón «Home» del iPhone o iPad (desde el iPhone X y los iPad Pro de pantalla completa, presionando el botón de bloqueo del dispositivo) durante 2 segundos. En los dispositivos Mac tiene un atajo en la barra de acciones del sistema operativo, al lado de la función Spotlight. En el Apple HomePod se activa manteniendo el dedo en la superficie del dispositivo. En el Apple TV, el mando dispone de un botón para Siri. En todos ellos se puede configurar para activar Siri con la voz, con el comando “Oye Siri”. Seguidamente se sentirán dos tonos consecutivos, y después se le puede dictar a Siri aquello que se desea encontrar. Siri hace un proceso de aprendizaje en el que guarda las preferencias del usuario. Para introducir datos personales, se debe ir a Configuración> General> Siri. En este espacio se puede especificar nombre, la región, el idioma y datos del usuario.
Siri es un asistente personal completo, que puede realizar diversas tareas, dependiendo de lo que quieras. Busca la información sobre lo que le has pedido en las aplicaciones disponibles. Si no puede encontrar la información en éstas, buscará la instrucción en Internet. Siri puede buscar información sobre el tiempo, sobre los restaurantes más cerca de ti, las películas que hacen al cine, hacer una publicación en Facebook, hacer un tuit, abrir una App, crear recordatorios, enviar un mensaje, programar citas, enviar un correo, poner una alarma, crear una ruta en el mapa, informarte de la bolsa, poner un temporizador, e incluso puedes preguntarle en que te puede ayudar. Siri puede ser un amigo y colaborador que te puede hacer la vida mucho más fácil sin necesidad de escribir en el teclado.

## Funcionamiento
Si hablamos de los mecanismos internos de Siri, no obtendremos una certeza exacta, pero ciertos expertos aseguran que Siri funciona de la siguiente forma: cuando pulsamos el botón del micrófono de Siri, lo que se dice se registra, se comprime y se envía a los centros de datos de Apple con Nuance, un procesador de voz a texto y de Siri AI-como motor de procesamiento del lenguaje natural . Siri entonces se da cuenta de lo dicho. Según la investigación, Siri crea una respuesta de voz y, o bien la envía de vuelta al dispositivo o realiza consultas y envía el archivo de respuesta de voz y datos en el teléfono. El iPhone de Siri asistente digital se da "vida" vocalizando las respuestas a la pregunta y, si es necesario, mostrar la información obtenida a través de los servicios de backend Siri (por ejemplo, resultados de Google) o través de recursos del dispositivo del usuario (por ejemplo, la app de Mapas). Ha habido intentos de crear programas que respondan a voces humanas pero en general han sido un fracaso.

## Limitaciones
No todo lo que rodeaba Siri podía ser bueno. Con la llegada del iOS 6, en muchos países se empiezan a ver los inconvenientes geográficos. Principalmente y lo más molesto es que hay numerosos servicios de Siri que no funcionan fuera de Estados Unidos.
Según Engadget, Siri mejoró bastante en 2012, añadiendo soporte para diferentes tareas e idiomas, el español entre ellos. Otra limitación es que Siri opera en un sistema cerrado. No funciona con otros servicios de Apple o Apps que estén conectados a un servidor "backend". Este puede ser sólo un desafiamiento de Apple para potenciar el mundo de Siri. Más allá de la tecnología punta, Apple necesitará desarrollar aún más a Siri para que siga adelante.

## Integración al vehículo
Siri ha incluido una nueva funcionalidad en su sistema llamada "Eyes free". Esto no es ni más ni menos que la nueva funcionalidad de que Siri permite avisar al asistente a través de las "manos libres" instaladas en el volante del vehículo. Para ser exactos, los de Cupertino han llegado a un acuerdo con los fabricantes de BMW, GM, Mercedes, Land Rover, Jaguar, Audi, Toyota, Chrysler y Honda. Al parecer, la solución definitiva vendrá instalada de fábrica y no como un kit de manos libres que se vende en el mercado como por ejemplo Parrot. Después de salir a la luz, la compra de iPhone incrementó, no se sabe si exactamente a causa del fenómeno, pero encontramos una curiosa y clara relación.

## Competencia
Como ya hemos citado anteriormente, Siri compite con otros grandes productos que incluyen un asistente personal como Android, Speak with me, Edwin, Speaktoit, Google Assistant, Microsoft Cortana , Amazon Alexa, Samsung Bixby, Microsoft (software), y Sherpa entre muchos otros. Todos estos programas hacen las mismas funciones o similares a las de Siri.

## Resultados finales
Se ha demostrado que Siri ha roto con las malas expectativas que teníamos de los programas que daban respuesta a una pregunta formulada. Siri, ha creado siempre una gran satisfacción general entre sus usuarios. Ha sido gracias a todas las aportaciones, los esfuerzos y la tecnología punta la que han hecho posible la obtención de estos resultados tan satisfactorios. De las encuestas realizadas en 2012 a usuarios anónimos de la Unión Europea ha determinado que un 50 % de las personas están "muy satisfechas" con Siri. También se ha determinado que un 21 % de las personas que utilizan Siri están "satisfechas", que un 18 % de las personas son neutrales y un 11 % de las personas encuestadas están insatisfechas con Siri. A partir de los anteriores datos, extraídos de fiables encuestas, se puede ver claramente que Siri ha obtenido unos resultados bastante satisfactorios, además, siempre teniendo en cuenta la facilidad de la tecnología para innovar.